# Darmo (Gumay Talang)
Darmo is een bestuurslaag in het regentschap Lahat van de provincie Zuid-Sumatra, Indonesië. Darmo telt 609 inwoners (volkstelling 2010).